# Макки, Джеймс
Джеймс Макки (англ. Jaimes McKee; 14 апреля 1987, Бирмингем, Великобритания) — гонконгский футболист, нападающий клуба «Истерн» и сборной Гонконга.

## Биография
Родился 14 апреля 1987 году в Бирмингеме. В возрасте двух лет переехал с семьёй в Дубай, а затем, в 1997 году, в Гонконг, где Джеймс и начал заниматься футболом. Его дед Фрэнк Макки (1923—1988) также был футболистом, выступал за команды Шотландии и Англии.

### Клубная карьера
Профессиональную карьеру начал в 2005 году в составе клуба «Гонконг», с которым стал победителем второй лиги и сезон 2006/07 отыграл с клубом уже в высшей лиге. С 2007 по 2009 год выступал за другой клуб высшей лиги «Китчи». В 2010 году Макки на один сезон вернулся в ФК «Гонконг». В 2011 подписал контракт с клубом «Гонконг Пегасус», в котором выступал на протяжении 5 лет и сыграл 67 матчей, в которых забил 29 голов. В 2016 году перешёл в «Истерн».

### Карьера в сборной
За сборную Гонконга выступает с 2012 года и сыграл за неё уже более 50 матчей. Первый гол в составе сборной Гонконга забил в матче отборочного турнира Кубка Восточной Азии 2015 против сборной КНДР.

## Достижения
- Лучший бомбардир чемпионата Гонконга: 2012/2013 (16 голов)